# ITV News at Ten
ITV News at Ten é um telejornal britânico exibido pela ITV desde 1967. É o principal e mais antigo produzido pelo canal.